# Sint-Stefanuskerk (Bremen)
De Sint-Stefanuskerk (Duits: Sankt-Stephanikirche; Nedersaksisch: Sunte Steffen) is een protestantse parochiekerk in het westelijk deel van het historische centrum van Bremen. De kerk vormt het stedenbouwkundig middelpunt van het naar de kerk vernoemde Stephaniviertel, een wijk die in de Tweede Wereldoorlog volledig werd verwoest.

## Geschiedenis

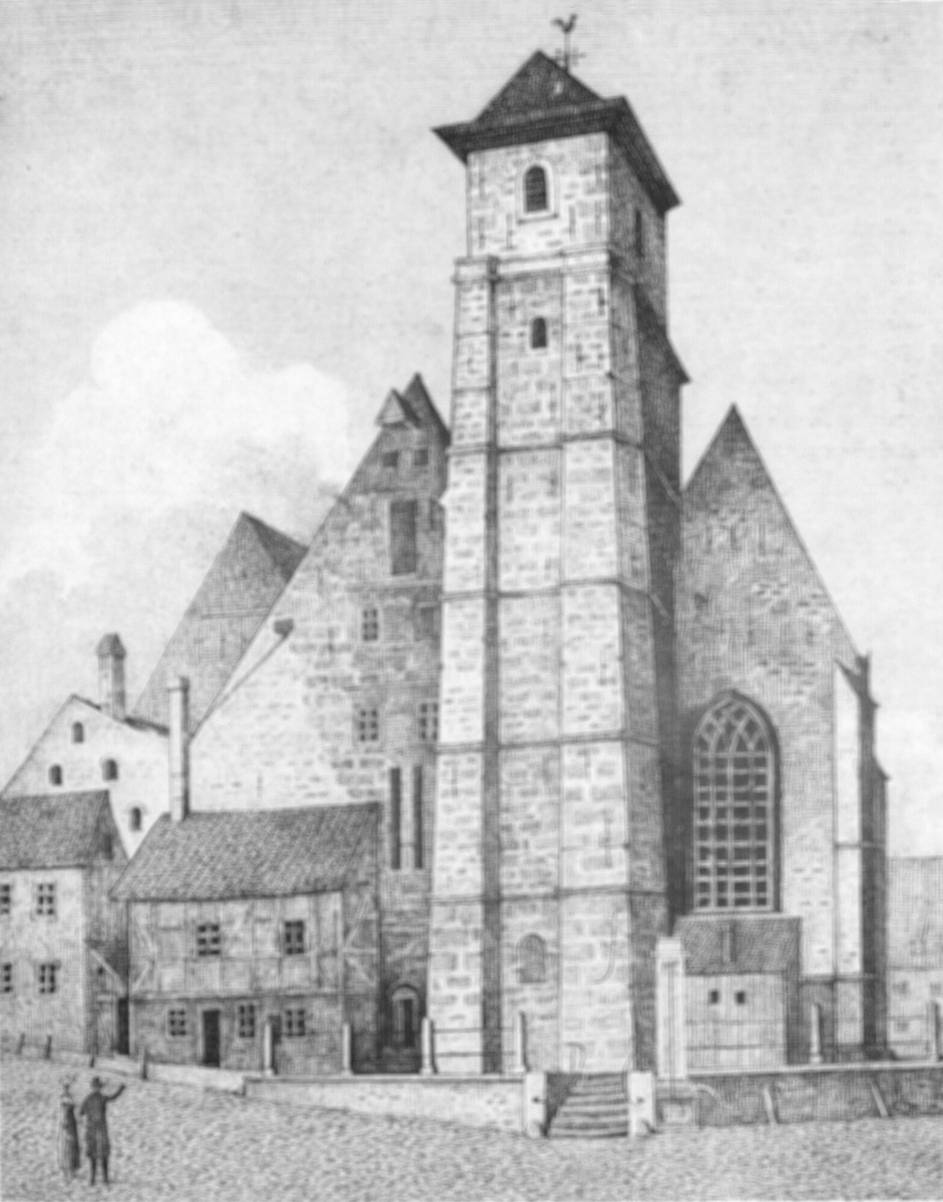
De Stefanuskerk rond 1830

De kerk werd rond 1050 door aartsbisschop Adalbert I gesticht op de Steffensberg, een voor de stadspoorten gelegen verhoging op een zandrug. In 1139 verhief aartsbisschop Adalbert II de kerk tot stifts- en parochiekerk. In eerste instantie droeg de kerk het patrocinium van de twee heiligen Sint-Willehadus en Sint-Stefanus; pas later zette zich de naam Sint-Stefanuskerk door. Na een brand in de 13e eeuw werd de kerk vernieuwd. Tegen het einde van de 14e eeuw vond er een verbouwing tot een hallenkerk plaats. Sinds 1856 drukt de slanke neogotische toren een stempel op het aanzien van de kerk.
De gemeente van de Stefanuskerk wist in de nationaalsocialistische periode de invloed van de zogenaamde Duitse christenen te weerstaan. In 1934 werd er een broederraad van twee vrouwen en drie mannen opgericht die zich tot de Bekennende Kirche rekenden. De beide pastors van de kerk en veel gemeenteleden sloten zich hierbij aan.
Tijdens het nachtelijk bombardement van 18 en 19 augustus 1944 op Bremen werd de Stefanuskerk sterk beschadigd. Na de oorlog werd het noordelijke zijschip van het middenschip gescheiden en als kerk in gebruik genomen. Het middenschip werd tussen 1947 en 1959 onder leiding van de architect Arthur Bothe nieuw opgebouwd. Het zuidelijke schip niet meer werd hersteld, terwijl de oostelijke zijschiptraveeën in een transept werden veranderd. De eveneens zwaar beschadigde zuidelijke toren werd met een vereenvoudigde spits herbouwd.
Op de vooravond van Kerstmis werden in 1992 drie nieuwe bronzen klokken met de namen Schöpfung (slagtoon d′, 1520 kg), Frieden (slagtoon e′, 1074 kg) en Gerechtigkeit (slagtoon g′, 689 kg) ingeluid.

## Interieur
Door verwoestingen en verbouwingen is er van de inrichting van de kerk weinig over gebleven. Van de orgelkas uit 1768, een van de mooiste van alle Bremer kerken, zijn slechts brokstukken over. Het huidige orgel dateert uit 1965 en werd door de orgelbouwer Beckerath uit Hamburg gebouwd. Drie fraaie kroonluchters van messing uit de 17e en vroege 18e eeuw konden worden gered.

## Gebruik
Het aantal gemeenteleden is sinds de jaren 1950 geslonken van 6.000 naar 1.500 personen. Met name de ontvolking van de binnenstad en de trek naar Bremer voorsteden heeft aan deze drastische daling bijgedragen. De Stefanuskerk raakte op 1 januari 2009 de status van een zelfstandige gemeente kwijt toen de gemeente fuseerde met de Sint-Michaëlkerk. Alhoewel de kerk voor alles een godshuis is, presenteert de Stefanuskerk zich tegenwoordig ook als cultuurkerk. Er worden veel tentoonstellingen en concerten van kerkmuziek georganiseerd. Het aan de kerk verbonden St.Stephani-koor is een van de oudste en grootste koren van de stad.

## Afbeeldingen

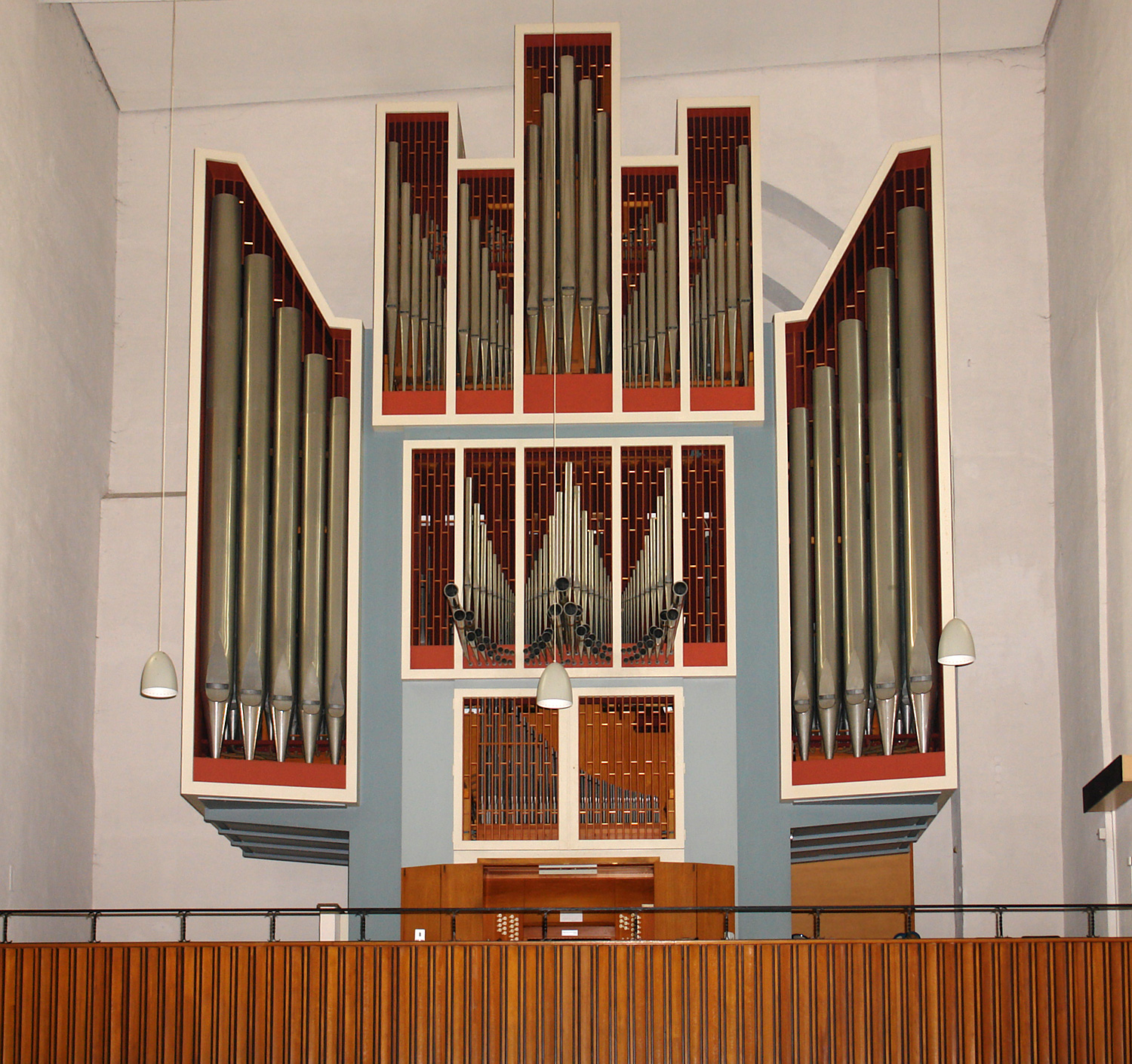
Orgel
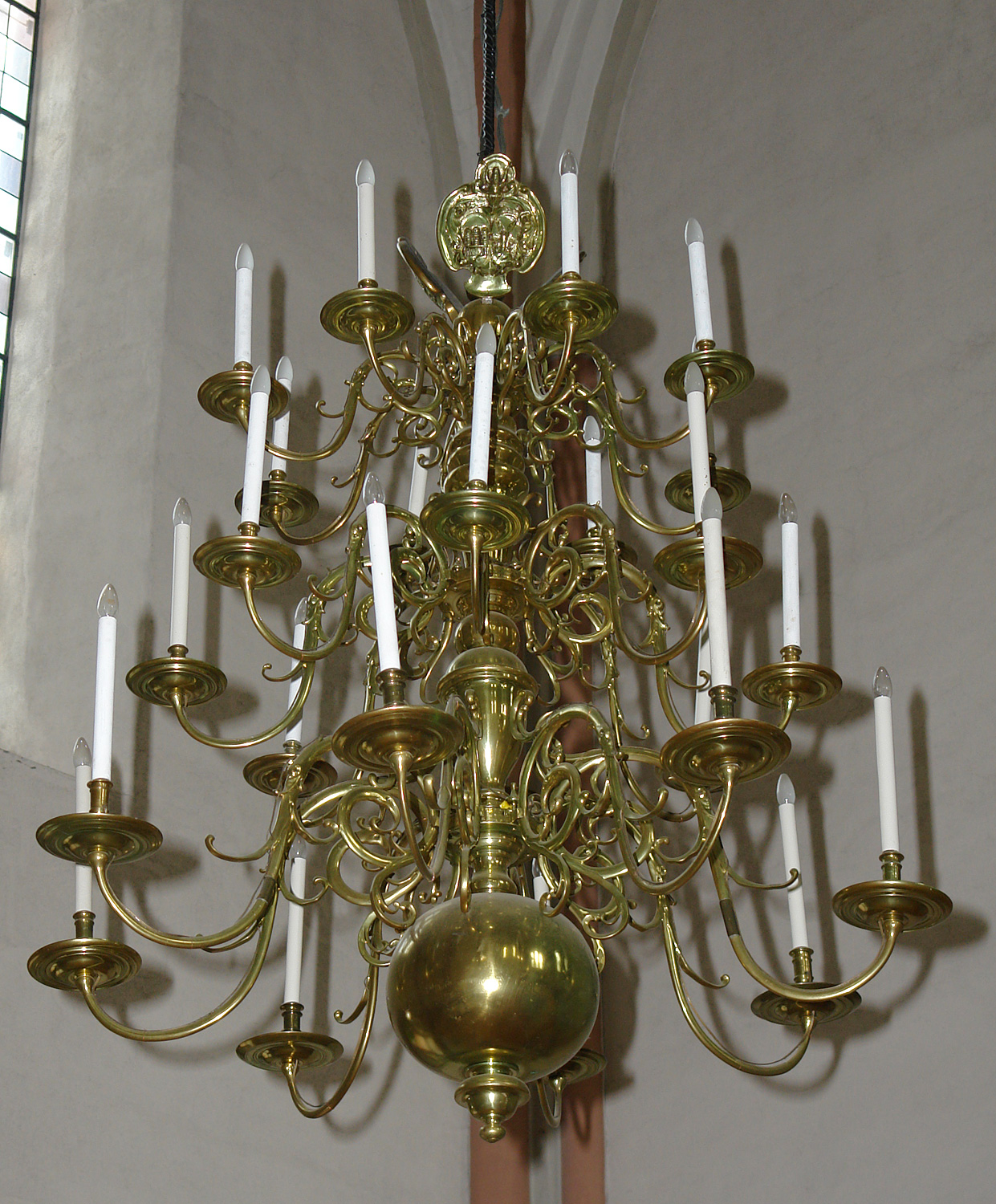
Kroonluchter (17e eeuw)